# 加爾瓦里諾 (智利)
38°24′S 72°47′W / 38.400°S 72.783°W

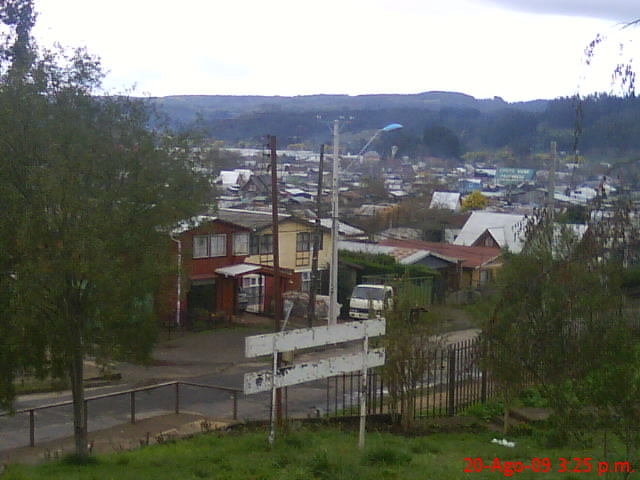

加爾瓦里諾（西班牙語：Galvarino），是智利的城鎮，位於該國南部阿勞卡尼亞大區的考丁省，始建於1882年4月22日，面積568.2平方公里，海拔高度103米，2012年人口12,119人，人口密度每平方公里21人。